# Majaland Praha
Majaland Praha je největší krytý zábavní park v Čechách s rozlohou 9 tisíc metrů čtverečných. Nachází se v outletovém centru POP Airport v Tuchoměřicích.
Zábavní park byl otevřen v prosinci roku 2021.
Jedná se o společný podnik s firmou Kaprain, vlastníka outletového centra, který zábavní park provozuje na základě licence a společností Plopsa, která se stará o projektování a výstavbu. Investice se pohybovala okolo 30 milionu eur.